# Алексеевка (Голованевский район)
Алексе́евка (укр. Олексіївка) — село в Голованевской поселковой общине Голованевского района Кировоградской области Украины.
Население по переписи 2001 года составляло 48 человек. Почтовый индекс — 26542. Телефонный код — 5252. Занимает площадь 1,088 км². Код КОАТУУ — 3521487004.